# Estación Trône/Troon
La estación Trône/Troon del sistema de metro de Bruselas es una estación localizada en el segmento sur de las líneas 2 y 6 de la red. Fue abierta como una estación para premetro el día 20 de diciembre de 1970 bajo el nombre de Luxembourg. La estación pasó a ser para metro convencional el día 2 de octubre de 1988 y cambió su nombre para reflejar la cercana Place du Trône/Troonplein. La estación se localiza bajo el anillo pequeño en la municipalidad belga de Bruselas, y se encuentra cerca del Palacio Real de Bruselas.
- Datos: Q2889894
- Multimedia: Trône/Troon metro station / Q2889894